# Osman Çelik
Osman Çelik (sinh ngày 27 tháng 11 năm 1991 ở Antalya, Thổ Nhĩ Kỳ) là một cầu thủ bóng đá Thổ Nhĩ Kỳ thi đấu ở vị trí tiền vệ phòng ngự cho Karabükspor mượn từ Antalyaspor.